# プリンセススクゥエアー
株式会社プリンセススクゥエアー（英: Princess Square Co.,Ltd.）は、東京都港区に本社を置く不動産会社である。

## 概要
東京都内を中心とした中古マンション売買仲介・買取再販を行う不動産会社。女性向け中古マンション購入をメインとした「女性のための中古マンション情報サイト」、都内の中古タワーマンション購入をメインとした「東京のタワーマンション購入・売却の『スペシャリスト』」、シングルマザーに向けた「母子ティブ！母子家庭のマンション購入応援サイト」、「LGBTs 住まい探しのお手伝いサイト」などの運営を行っている。2021年（令和3年）10月に、トーセイ株式会社(東証プライム：8923)が当社の株式を取得し、当社はトーセイグループ入りする。

## 沿革
- 1990年（平成02年）05月 - 資本金1,000万円をもって東京都渋谷区千駄ヶ谷にて設立
- 1990年（平成02年）07月 - 宅地建物取引業者免許取得 東京都知事（1）第59205号

　　　　　　　　　　　　　　- 不動産売買仲介事業開始
　　　　　　　　　　　　　　- 不動産賃貸管理事業開始
- 1992年（平成04年）07月 - 不動産賃貸仲介事業開始
- 1992年（平成04年）09月 - 損害保険代理店事業開始
- 1993年（平成05年）07月 - 生命保険募集に関する事業開始

　　　　　　　　　　　　　　- 宅地建物取引業者免許更新 東京都知事（2）第59205号
- 1994年（平成06年）07月 - 営業本部・東京南支店開設（東京都目黒区下目黒）

　　　　　　　　　　　　　　- 東京西支店開設（東京都渋谷区千駄ヶ谷）
- 1995年（平成07年）11月 - 東京南支店を目黒店に名称変更

　　　　　　　　　　　　　　- 東京西支店を代々木店に名称変
　　　　　　　　　　　　　　- 営業本部移転（東京都渋谷区千駄ヶ谷）
　　　　　　　　　　　　　　- 代々木駅前店開設と同時に賃貸事業部を開設（東京都渋谷区代々木）
- 1996年（平成08年）05月 - 法人営業部を開設（東京都渋谷区代々木）
- 1996年（平成08年）07月 - 宅地建物取引業者免許更新　東京都知事（3）第59205号
- 1999年（平成11年）08月 - 資本金を2,500万円に増資
- 2000年（平成12年）08月 - 資本金を4,900万円に増資
- 2001年（平成13年）02月 - 「有限会社ジー・ピー・アセット」設立
- 2001年（平成13年）03月 - 「株式会社レッツクリエイション」をグループ化
- 2001年（平成13年）07月 - 宅地建物取引業者免許更新　東京都知事（4）第59205号
- 2002年（平成14年）09月 - 資本金を9,600万円に増資
- 2002年（平成14年）10月 - アセットマネジメント事業部開設（東京都渋谷区代々木）
- 2004年（平成16年）03月 - 「有限会社ジー・ピー・アセット」を株式会社に組織変更
- 2004年（平成16年）04月 - 「株式会社ジー・ピー・アセット」にアセットマネジメント事業部を移管
- 2004年（平成16年）07月 -  代々木駅前店を本店営業部に名称変更

　　　　　　　　　　　　　　-  飯田橋店開設（東京都新宿区揚場町、平成20年10月 本店に統合）
- 2005年（平成17年）05月 - 本店WOMAN事業部開設（東京都渋谷区代々木）
- 2006年（平成18年）07月 - 本店WOMAN事業部を所在地変更の上、月島店に名称変更（東京都中央区月島）
- 2006年（平成18年）07月 - 宅地建物取引業者免許更新　東京都知事（5）第59205号
- 2007年（平成19年）01月 - 本店及び本店営業部移転（東京都渋谷区）
- 2007年（平成19年）09月 - 湾岸支店を開設（東京都港区芝）
- 2009年（平成21年）02月 - 株式会社レッツクリエイション 宅地建物取引業者免許更新　東京都知事（3）第77117号
- 2010年（平成22年）05月 - 目黒店・湾岸店統合、新目黒店開設（東京都品川区上大崎）
- 2011年（平成23年）07月 - 宅地建物取引業者免許更新　東京都知事（6）第59205号
- 2012年（平成24年）07月 - 賃貸事業部を開設（東京都品川区上大崎）
- 2013年（平成25年）05月 - 株式会社ジー・ピー・アセット 宅地建物取引業者免許更新　東京都知事（3）第81884号
- 2013年（平成25年）07月 - 株式会社ジー・ピー・アセット移転（東京都渋谷区代々木）
- 2014年（平成26年）02月 - 株式会社レッツクリエイション 宅地建物取引業者免許更新　東京都知事（4）第77117号
- 2014年（平成26年）09月 - 株式会社レッツクリエイション事務所移転（東京都渋谷区代々木）
- 2016年（平成28年）07月 - 月島店移転（東京都中央区月島）。宅地建物取引業者免許更新　東京都知事（7）第59205号
- 2019年（平成31年）02月 - 株式会社レッツクリエイション 宅地建物取引業者免許更新　東京都知事（5）77117号
- 2020年（令和02年）02月 - 株式会社レッツクリエイション事務所移転（東京都港区芝公園）

　　　　　　　　　　　　　　- 目黒店・月島店統合、Solution事業部開設（東京都港区芝公園）
- 2021年（令和03年）07月 - 宅地建物取引業者免許更新　東京都知事（8）第59205号
- 2021年（令和03年）10月 - トーセイグループとして事業（営業）を開始
- 2022年（令和04年）11月 - 株式会社ジー・ピー・アセットと株式会社レッツクリエイションを吸収合併。
- 2023年（令和05年）05月 - 本社及びSolution事業部を東京港区芝浦に移転

## 事業所
- 本店（東京都港区芝浦）

## 関連会社
- トーセイ株式会社
- トーセイ・アセット・アドバイザーズ株式会社
- トーセイ・コミュニティ株式会社
- トーセイ・ロジ・マネジメント株式会社
- トーセイ・ホテル・マネジメント株式会社
- トーセイ・ホテル・サービス株式会社
- トーセイ・アール株式会社
- Tosei Singapore Pte. Ltd.